# Winnertzia graduata
Winnertzia graduata är en tvåvingeart som beskrevs av Spungis 1992. Winnertzia graduata ingår i släktet Winnertzia och familjen gallmyggor. Inga underarter finns listade i Catalogue of Life.